# اتیل‌هگزیل پالمیتات
اتیل‌هگزیل پالمیتات (به انگلیسی: Ethylhexyl palmitate) با فرمول شیمیایی C۲۴H۴۸O۲ یک ترکیب شیمیایی با شناسه پاب‌کم ۱۰۴۷۴۲۱۷ است. که جرم مولی آن ۳۶۸٫۶۴ g/mol می‌باشد. 